# Екшън+
Action+ (произнася се „Екшън плюс“) е български телевизионен канал, собственост на „Розенфелд и Ко“ АД.
Action+ е филмов канал, насочен към любителите на динамични сюжети, силни преживявания и неочаквани обрати в киното. Програмата представя широк спектър от висококачествена филмова продукция в жанровете екшън, приключения, мистерии, трилър, фентъзи и фантастика, уестърн, криминале, сага, милитъри, както и комбинации от различни жанрове. С Action+ неповторимото актьорско присъствие, неочакваните режисьорски решения и въздействащите визуални ефекти стават част от атмосферата на вашия дом. Чрез балансирания програмен подбор между образци на класическото кино, премиерни холивудски продукции и филми на независими продуценти, каналът гарантира истинско удоволствие и интригуващи мигове пред малкия екран.
Action+ се излъчва в програмния пакет на Булсатком от 2015 до 2021 г.
От 5 януари 2022 г. Action+ се излъчва в мрежата на новия български телевизионен оператор Поларис.